# Oospila excrescens
Oospila excrescens là một loài bướm đêm trong họ Geometridae.